# Awanhard-Stadion (Luhansk)
Das Awanhard-Stadion (ukrainisch Авангард стадіон; russisch Авангард стадион/Awangard-Stadion) ist ein Fußballstadion in der ukrainischen Stadt Luhansk. Es bietet Sitzplätze für 22.320 Zuschauer und dient dem Verein Sorja Luhansk als Heimstätte.

## Geschichte

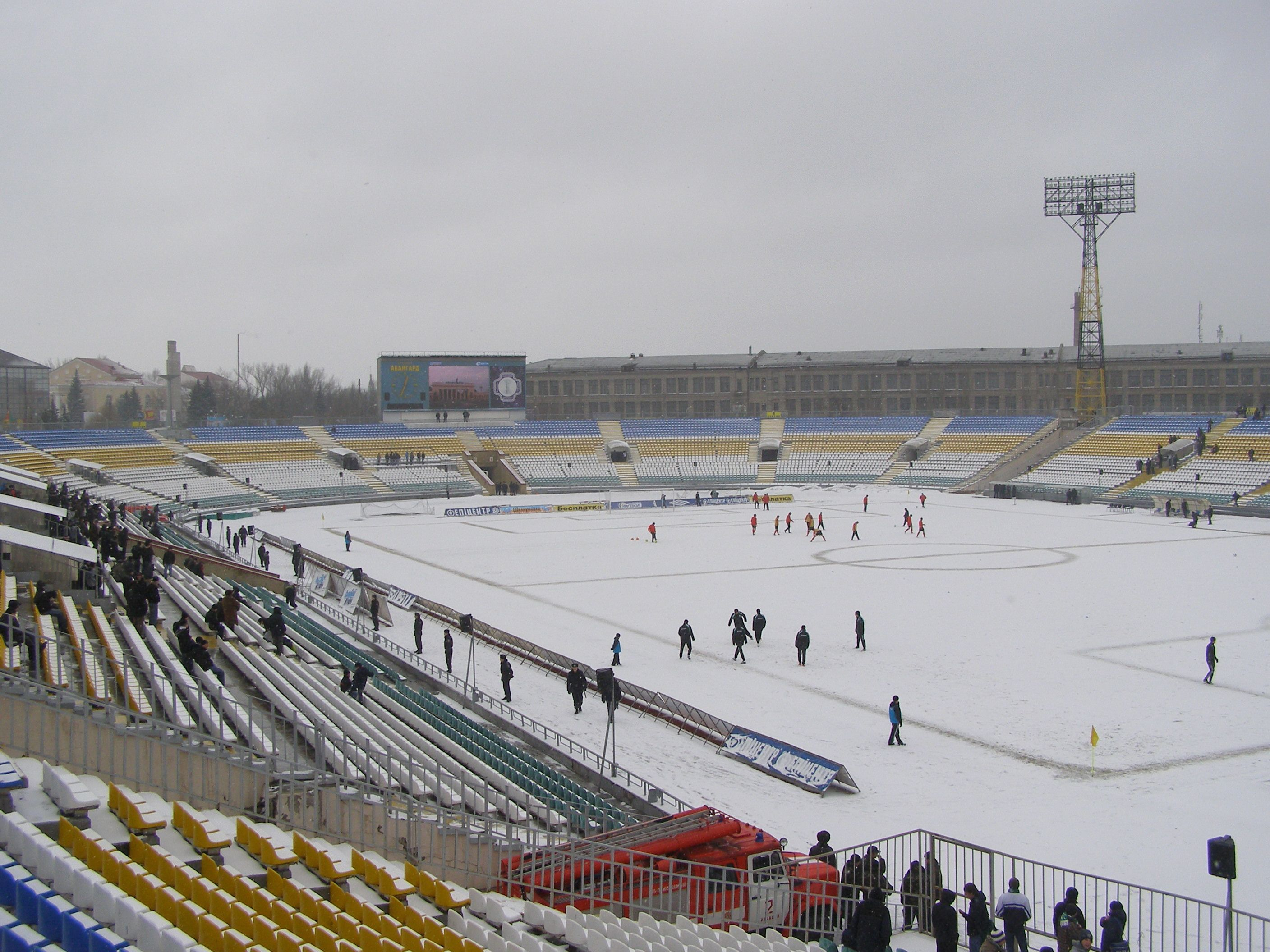
Das Awanhard-Stadion im Winter

Das Awanhard-Stadion wurde im Jahre 1951 gebaut. Seitdem trägt hier der Verein Sorja Luhansk seine Heimspiele aus. Luhansk gewann 1972 die Meisterschaft der Sowjetunion, zu der die Ukraine damals noch gehörte und stand zweimal im Pokalfinale der UdSSR. Heutzutage spielt der Verein in der ersten ukrainischen Liga und belegte dort in der letzten Spielzeit (2015/16) Rang 4.
Die Kapazität des Stadions beträgt 22.320 Zuschauerplätze. In den ersten Jahren der Existenz des Stadions war die Kapazität um einiges kleiner, doch durch Renovierungsarbeiten im Jahre 2003, bei denen auch ein Frühwarnsystem, eine Lautsprechanlage sowie einige andere Dinge installiert wurden, wurde die Kapazität auf die heute geltenden 22.320 Zuschauer erhöht.